# Зейдель, Эмиль
Эмиль Зейдель (англ. Emil Seidel; 13 декабря 1864, Эшленд — 24 июня 1947, Милуоки) — американский политик, 36-й мэр Милуоки (1910—1912), кандидат в вице-президенты от Социалистической партии Америки на президентских выборах 1912 года.

## Биография
Зайдель родился 13 декабря 1864 года в городке Эшленд в округе Скулкилл, штат Пенсильвания, в семье немецких эмигрантов из Померании. Его семья переехала в Висконсин в 1867 году, сначала живя в Прери-дю-Чьен, а затем переехав в столицу штата Мэдисон. Отец Зейделя был плотником, а мать домохозяйкой.
Зайдель посещал государственную школу до 13 лет, а затем бросил её, чтобы стать резчиком по дереву. В возрасте 19 лет он основал профсоюз местных плотников, став первым секретарем профсоюза.
В возрасте 22 лет Зайдель уезжает из США, совершенствовать свое мастерство резчика по дереву. Он прожил шесть лет в Берлине, днем работая по профессии, а по вечерам посещая школу. Именно в этот период Зайдель впервые интересуется социалистическими идеями

## Политическая карьера
Зайдель вернулся в Соединённые Штаты в 1892 году, и вступил в Социалистическую рабочую партию Америки. Зайдель был одним из основателей первого филиала партии в Милуоки. Позже Зайдель вступал в ряд социалистических партий, в числе которых была Социалистическая партия Америки. Проживая в штате Вашингтон, он работал первым секретарем местного редмондского отделения Социалистической партии Америки
В 1904 году Зайдель был одним из девяти социалистов, одержавших победу на выборах в качестве олдермена города Милуоки, избранного в 20-м округе города. Он пребывал на этой должности два срока, прежде чем впервые баллотировался на пост мэра в 1908 году. Он вернулся на эту должность на городских выборах в 1909 году.
На выборах 1910 году Зайдель был избран мэром Милуоки, и как кандидат от третей партии опередил кандидатов от демократической и республиканской партии, став первым мэром-социалистом крупного города в США. Во время его правления была организована первая пожарная и полицейская комиссия, возникла система городских парков. Зайдель установил строгий контроль над барами и закрыо бордели и спортивные залы (современные казино). Во время своего правления Зайдель назначил известного американского поэта и писателя Карла Сэндберга своим личным секретарем.
При попытке переизбрания на пост мэра в 1912 году Зайдель столкнулся с объединёнными силами Демократической и Республиканской партий, которые выдвинули единого кандидата, чтобы победить Зайделя и социалистов. Несмотря на то, что в 1912 году он набрал больше количество голосов, чем в 1910 году, Зайдель проиграл Герхарду Бадингу, врачу, который баллотировался единым кандидатом от республиканской и демократической партий.
Освободившись от поста мэра в результате поражения на выборах, Зайдель стал кандидатом от Социалистической партии на пост вице-президента Соединённых Штатов в паре с Юджином Дебсом. на президентских выборах 1912 года, он получил 901 551 голос, что составляет 6 % от общего числа голосов.
Зайдель пытался переизбраться на пост мэра Милуоки в 1914 году, но потерпел сокрушительное поражение. Он вернулся в городской совет в качестве олдермена на городских выборах 1916 года, в 1918 его переизбрали на должность олдермена, которую он занимал до 1920.
Зейдель был противником участия США в Первой мировой войне. В жарком политическом климате военного времени, отмеченном политическими репрессиями против антивоенного движения, Зайдель был арестован 12 ноября 1917 года в городе Хорикон, штат Висконсин, после произнесенной там речи на митинге. Зйдель был обвинен в провоцированию или нарушению общественного порядка и был оштрафован на 50 долларов.
В 1932 году Зайдель баллотировался в Сенат США от штата Висконсин, набрав 6 % голосов. Последние четыре года политической карьеры он прослужил олдерменом города Милуоки с 1932 по 1936.

## Смерть
Зайдель умер в Милуоки 24 июня 1947 года в возрасте 82 лет после нескольких месяцев болезни, связанной с осложнениями, вызванными сердечными заболеваниями.